# Referencia 57260
El Vacheron Constantin Referencia 57260 es un reloj de bolsillo mecánico único, una pieza altamente complicada que muestra los calendarios gregoriano, hebreo y lunar, incluyendo un total de 57 complicaciones. El reloj fue ensamblado por Vacheron Constantin y presentado en 2015. La compañía afirma que es el reloj de bolsillo mecánico más complicado jamás creado, seguido por el Patek Philippe Calibre 89 ensamblado en 1989, que disponía de 33 complicaciones. La Referencia 57260 tardó ocho años en montarse. El reloj tiene 2.826 piezas y 31 agujas, pesa 957 gramos y su diámetro es de 98 mm.
La Referencia 57260 es uno de los relojes de bolsillo hechos a medida de Vacheron Constantin con grandes complicaciones. En el linaje de este tipo de relojes figuran el reloj de bolsillo repetidor de minutos de James Ward Packard (1918), que fue subastado por 1,763 millones de dólares por Christie's en Nueva York el 15 de junio de 2011, y el reloj de bolsillo de Fuad I de Egipto No. 402833 (1929), que figura como uno de los relojes de precio más alto en subasta, alcanzando los 2,77 millones de dólares en Ginebra el 3 de abril de 2005. Además, en 1946 Vacheron Constantin fabricó un reloj de bolsillo personalizado para Faruq de Egipto, el sucesor del rey Fuad I, y en 1948 la empresa diseñó otro reloj de bolsillo para el conde Guy de Boisrouvray de Francia.

## Precio
El precio acordado entre la empresa y el cliente es confidencial y no ha sido divulgado oficialmente; sin embargo, varias fuentes estiman que el precio supera los 10 millones de dólares. Fue construido para un solo cliente, cuyos datos se mantienen confidenciales y solo se describe como "Un importante coleccionista de relojes".

## Especificaciones técnicas
- Referencia: 57260/000G-B046[15]

- Material: oro blanco
- Diámetro: 98 mm
- Espesor: 50,55 mm
- Calibre: 3750
- Diámetro del calibre: 72 mm
- Espesor del calibre: 36 mm
- Número de componentes: Más de 2.800
- Número de joyas: 242
- Frecuencia: 2,5 Hz / 18.000 vibraciones por hora
- Reserva de marcha: 60 horas
- Número de complicaciones: 57

## Cincuenta y siete complicaciones

### Medición del tiempo (6 funciones)
1. Horas, minutos, segundos, tiempo solar promedio (regulador)
2. Tourbillon de tres ejes
3. Regulador de tourbillon con espiral esférica
4. Zona horaria de 12 horas, segunda hora y zona horaria de minutos
5. Visualización de 24 ciudades para cada zona horaria
6. Indicación día/noche para zona horaria de 12 horas

### Calendario perpetuo (7 funciones)
1. Calendario perpetuo gregoriano
2. Nombre del día gregoriano
3. Nombre del mes gregoriano
4. Fecha retrógrada gregoriana
5. Visualización de años bisiestos y ciclos de cuatro años
6. Número del día de la semana (calendario ISO 8601)
7. Semana del año (calendario ISO 8601)

### Calendario hebreo (8 funciones)
1. Calendario hebreo perpetuo y ciclo de 19 años
2. Número de día hebreo
3. Nombre del mes en hebreo
4. Fecha hebrea
5. Calendario secular hebreo
6. Siglo, década y año hebreo
7. Edad del año hebreo (12 o 13 meses)
8. Número áureo (19 años)

### Calendario astrológico (9 funciones)
1. Estaciones, equinoccios, solsticios y signos del Zodíaco indicados por una manecilla sobre el sol
2. Gráfico estelar (para la ciudad del propietario)
3. Horas de tiempo sideral
4. Minutos de tiempo sideral
5. Ecuación del tiempo
6. Horas de salida del sol (para la ciudad del propietario)
7. Horas de puesta del sol (para la ciudad del propietario)
8. Duración del día (para la ciudad del propietario)
9. Duración de la noche (para la ciudad del propietario)

### Calendario lunar (1 función)
1. Fase lunar y edad (una corrección cada 1.027 años)

### Calendario religioso (1 función)
1. Fecha del Yom Kipur

### Cronógrafo de rueda de 3 columnas (4 funciones)
1. Cronógrafo de segundos retrógrado
2. Cronógrafo retrógrado de lectura parcial de segundos
3. Contador de horas
4. Contador de minutos

### Alarma (7 funciones)
1. Alarma con gong propio y sonido gradual
2. Indicador de alarma / silencio
3. Elección de alarma normal o indicador de alarma de carillón
4. Mecanismo de alarma acoplado al mecanismo de sonería del carillón
5. Alarma sonora con elección de sonería grande o pequeña
6. Indicación de reserva de energía de alarma
7. Sistema para desactivar el mecanismo de sonería cuando el barril de la alarma está completamente desenrollado

### Toque del carillón de Westminster (8 funciones)
1. Carillón de Westminster con 5 gongs y 5 martillos
2. Pase del golpe de la sonería grande
3. Pase del golpe de la sonería pequeña
4. Repetición de minutos
5. Función de silencio nocturno (de 10 p. m. a 8 a. m.)
6. Sistema para desenganchar el barril de percusión cuando está completamente enrollado
7. Indicación para los modos de sonería grande o pequeña
8. Indicación de modos silencio/llamada/noche

### Otros (6 funciones)
1. Indicador de reserva de marcha del movimiento
2. Indicación de reserva de marcha para la sonería
3. Indicador de posición de la corona de cuerda
4. Sistema de bobinado de doble barril
5. Ajuste de hora en dos posiciones y dos direcciones
6. Mecanismo secreto (apertura del botón para cenador de alarma)

## Otros relojes complicados
- Audemars Piguet Code 11.59 Universal (2023) - 23 complicaciones
- Patek Philippe Calibre 89 (1989) - 33 complicaciones
- Patek Philippe Henry Graves Supercomplication (1933) - 24 complicaciones